# Rio Călimănești
O Rio Călimănești é um rio da Romênia, afluente do Rio Căldările, localizado no distrito de Vâlcea.